# Emmylou Harris
Emmylou Harris (Birmingham, Alabama, 2 de abril de 1947) es una cantautora de country estadounidense. Además de su trabajo como solista y componente de algunas bandas, en las que cantaba tanto canciones de otros compositores como suyas propias, también ha trabajado junto con artistas de gran renombre interpretando duetos y coros.
En 2023, aparece en el puesto número 79 de la lista "Los 200 mejores cantantes de todos los tiempos" de la revista Rolling Stone.

## Biografía

### Comienzos
Emmylou Harris nació en Birmingham, Alabama. Su padre, un oficial de los marines, fue dado como desaparecido en la guerra de Corea. Harris pasó su infancia en Carolina del Norte y Woodbridge, Virginia, donde se graduó en el Instituto Gar-Field. Allí terminó los estudios con una mención de honor debido sus excelentes resultados, esto le reportó una beca escolar que le permitió ingresar en la Universidad de Greensboro en Carolina del Norte. Fue allí donde comenzó a estudiar música de forma profesional, tocando en su tiempo libre canciones de Bob Dylan y Joan Baez. Finalmente decidió abandonar la universidad para dedicarse a conseguir una carrera musical. Eligiendo la ciudad de Nueva York como destino, Harris comenzó a tocar canciones folk en los bares y cafés de Greenwich Village (una zona de Nueva York conocida por su cultura artística y bohemia) alternando los conciertos con su trabajo de camarera, que le permitía sobrevivir y pagar las facturas.
En el año 1969 se casó con su compañero Tom Scolum, también compositor y escritor de canciones. Al año siguiente grabó su primer álbum Gliding Bird. El álbum, compuesto por cuatro canciones originales de Harris y por temas de Bob Dylan, Hank Williams, y Fred Neil, tomaba este título en honor a la canción escrita por su marido, Scolum. Años más tarde renegaría de este álbum como su primer trabajo, tomando Pieces of Sky (1975) como su primer disco "oficial".
En 1976 colabora en coros y guitarra con The Band en el último álbum (The Last Waltz) de la banda estadounidense, en la canción "Evangeline". Anteriormente (1975) también colaboró con Bob Dylan en la grabación del álbum "Desire", haciendo coros.
Poco tiempo después Harris y Scolum se divorciaron. Harris se trasladó a vivir con su hija a los suburbios de Maryland.

### Gram Parsons
Poco tiempo después Harris volvió al mundo de la música como parte de un trío formado por Gerry Mule y Tom Guidera. Una noche en 1971, los miembros del grupo country rock The Flying Burrito Brothers se encontraban como público escuchando la actuación de Harris y sus amigos. Chris Hillman, antiguo miembro de "The Byrds" quedó tan impresionado por el talento y calidad vocal de Harris que la invitó a formar parte de su banda. Al final, Hillman optó por recomendársela a Gram Parsons, quien por entonces estaba buscando una mujer vocalista que colaborara con él en su primer álbum en solitario, GP.  Harris realizó una gira como miembro de la banda de Parsons, "The Fallen Angels" (Los Ángeles Caídos), en 1973. El tour fue un éxito y ambos artistas congeniaron positivamente. A finales de ese mismo año, Parsons y Harris decidieron embarcarse en un nuevo proyecto, la grabación de un álbum de estudio llamado Grievous Angel. El disco se vio interrumpido por la trágica muerte de Parsons el 19 de septiembre de 1973, debido a una sobredosis accidental de drogas y alcohol. El disco fue puesto a la venta al año siguiente. Algunos de los temas grabados con Harris no fueron publicados hasta años después, como es el caso del álbum Sleepless Nights publicado en 1976 o del álbum Live 1973, publicado en 1982.
La situación emocional de Harris tras el fallecimiento de Parsons era delicada. La colaboración de ambos artistas es una de las más importantes en la historia de la música country y country-rock. Parsons sumergió a Harris en el verdadero mundo de la música country, presentándola a artistas como The Louvin Brothers. Tras la muerte de Parsons, Harris compuso una de sus canciones más personales, "Boulder to Birmingham", que expresaba el dolor e injusticia que le provocaba el fallecimiento de Parsons. Era, como decía la amiga de Harris, Linda Ronstadt, el comienzo de un proceso de aceptación que le ayudaría a asimilar lo que había pasado. La pérdida de Gram Parsons también quedaría reflejada en otros temas de la artista.

I would rock my soul in the bosom of Abraham

I would hold my life in his saving grace.

I would walk all the way from Boulder to Birmingham

If I thought I could see, I could see your face.

--Boulder to Birmingham
por Emmylou Harris

Harris volvió a mudarse a Washington D. C., donde formó una banda eléctrica, The Angel Band, compuesta por Bruce Archer (en la guitarra), Tom Guidera (en el bajo), Danny Pendleton (en el pedal steel) y Mark Cuff (en la batería).
Linda Ronstadt, amiga de Harris, la invitó a la ciudad de Los Ángeles, California con el objetivo de mostrar a productores y discográficas el gran talento y calidez de su voz. Ronstadt la ayudó a participar y aparecer en las salas de conciertos más importantes de la ciudad, a menudo interpretando duetos con ella. De hecho, la ayuda ofrecida por su amiga ha sido reconocida por Harris en numerosas ocasiones, alegando que fue ella quien la empujó definitivamente a un contrato discográfico.

### The Roots Records
La segunda hija de Harris, Meghann nació en 1979. Durante este período, Harris publicó tres álbumes de estudio, que reflejaban una clara inclinación hacia el country tradicional. Uno de los factores que produjo este cambio fue el premio Grammy que obtuvo por su disco Blue Kentucky Girl (1979). Aparte de una versión de The Drifters (Save the last dance for me), el álbum se encontraba compuesto por clásicos de la música country, que incluían canciones de los The Louvin Brothers, Willie Nelson, y Gram Parsons. El sencillo "Beneath Still Waters" se convirtió en número 1.
En 1979, Harris publicó un álbum navideño titulado "Light of the Stable". Esta canción que daba título al álbum, tuvo la aparición especial de Dolly Parton, Linda Ronstadt y Neil Young, que ya habían colaborado con la artista a mediados de los años 70. El álbum, de estilo acústico, está compuesto por temas tradicionalmente navideños, como Silent Night, O Little Town of Bethlehem and The First Noel.

En los años 80, Harris publicó Roses in the Snow, álbum que aseguraba sus intenciones de formar parte de la historia de la música country. En el disco podemos encontrar apariciones de Ricky, Tony Rice, Albert Lee, Emory Gordy y Jerry Douglas. Los dos sencillos extraídos del álbum, Wayfaring Stranger (canción tradicional versionada por Harris) y "The Boxer" (tema original de Paul Simon) fueron grandes éxitos.
En 1980, Harris grabó "That Lovin' You Feelin' Again" con Roy Orbison. La colaboración tuvo una gran popularidad, entrando en el Top 10 de las listas de venta "Country" y "Adult Contemporary". El trabajo de ambos artistas sería reconocido con un Premio Grammy a "Mejor Interpretación Vocal Country por un Dúo o Grupo". En ese mismo año, Harris también participó en el álbum de Paul Kennerly, "The Legend of Jesse James", que contenía las apariciones de The Band y Johnny Cash, entre otros.

### Nuevos caminos
A principios de los años 90, Harris comienza a recibir menos atención por parte de las radios country, que dejan de emitir sus temas, centrándose así en artistas jóvenes que interpretaban un nuevo estilo de country algo más comercial y especialmente dirigido a los jóvenes. Los álbumes de Harris, Bluebird y Brand New Dance (publicados en los años 1989 y 1990 respectivamente) tuvieron una buena acogida por parte de la crítica y vendieron bastante bien, pero aun así la popularidad y éxito de Harris comenzó a menguar. En 1993 Harris pública Cowgirl's Prayer (estrenando además nuevo sello discográfico Elektra Records). El álbum como los anteriores recibió buenas opiniones por parte de los critícos, pero aun así su emisión en las radios country fue casi nula y el nivel de ventas fue muy bajo, alcanzando el sencillo "High Powered Love" tan solo el puesto 63.  Estos sucesos hicieron plantearse a Harris nuevas direcciones musicales.
En 1995, Harris pública uno de sus mejores trabajos, Wrecking Ball, producido por Daniel Lanois, más conocido por sus trabajos con U2, Peter Gabriel, y Bob Dylan. El álbum, además de la canción de Neil Young que le daba título, tenía temas como "Goodbye" (de Stever Earle), "All my Tears" (de Julie Miller), "May this be love" (de Jimi Hendrix), "Goin' back to Harlan" (de Kate & Anna McGarrigle) y "Orphan Girl".  El álbum contó con la participación del batería de U2, Larry Mullen Jr..
Wrecking ball no recibió ninguna promoción por parte de las radios country, a pesar de esto la calidad del álbum atrajo nuevos públicos que nunca antes habían escuchado su música.

### Últimos proyectos
En el año 2003 y tras el éxito de Red Dirt Girl, publicó el álbum Stumble into Grace. Al igual que el anterior álbum la mayoría de las letras de las canciones habían sido compuestas por Harris. En 2004, lideró el tour Sweet Harmony Traveling Revue junto con los reconocidos artistas de música folk americana, Gillian Welch, David Rawligns, Buddy Miller y Patty Griffin. Las actuaciones de este tour fueron tanto en solitario como en conjunto, demostrando la calidad y el fuerte estado de la escena musical country.
En 2005, trabajo junto con la banda estadounidense Bright Eyes' en su álbum de estudio I'm wide awake, it's morning realizando los coros en tres de diez canciones. En julio de ese mismo año Harris se embarcó en una gira nacional junto con Elvis Costello, realizando algunas actuaciones. De esta gira surgió la grabación de un dueto The Scarlet Tide, canción compuesta por Costello y T-Bone Burnett.
Ese mismo mes también se publicó The Very Best of Emmylou Harris: Heartaches and Highways ("Lo mejor de Emmylou Harris: penas y autopistas), una retrospectiva de su carrera musical publicada en un solo disco por el sello discográfico Rhino Entertainment. Otra de las colaboraciones realizadas durante el transcurso de este año fue la aparición de Harris en el aclamado álbum de Neil Young, Prairie Wind.
También en 2005 interpretó la canción "A Love That Will Never Grow Old", de la banda sonora de la película "Brokeback Mountain" ("En terreno vedado", en España y "Secreto en la montaña", en Latinoamérica), canción que ganó el Globo de Oro a "mejor canción original".
En el 2006, además de aparecer en el documental sobre la gira de Neil Young (Heart of Gold), se unió junto con el componente de los Dire Straits, Mark Knopfler con el objetivo de realizar una gira por toda Europa y Estados Unidos. Una de estas actuaciones, concretamente la ofrecida en el Gibson Amphitheatre, se grabó en directo y fue publicada junto con un CD el 14 de noviembre. En el CD, además de las canciones más famosas de cada artista, se incluye un dueto, All the Roadrunning. El éxito en el mercado musical fue destacable, alacanzando el Top 10 en la lista de ventas estadounidense.
El 21 de abril de 2007 se publica "A tribute to Joni Mitchell", donde Harris versiona The Magdalene Laundries (tema que aparece en el álbum de Mitchell, "Turbulent Indigo" del año 1994). Ese mismo año también hace otra aparición musical, esta vez junto con Anne Murray, en su disco "Duets: Friends and Legends".
Finalmente y tras varios años desde su último trabajo, se pública el 10 de junio de 2008, All I Intended to Be, álbum que recibió magníficas críticas por parte de los críticos musicales y del público. El disco contó con las colaboraciones y apariciones especiales de Buddy Miller, las hermanas McGarrigle, Vince Gill, Patty Griffin (como autora de una canción) y Dolly Parton (realizando el dueto "Gold" junto con Harris)
En el 2009, Harris junto con Patty Griffin, Shawn Colvin, y Buddy Miller realiza una gira a nivel nacional, con el nombre Three Girls and Their Buddy.
Colabora de nuevo para la banda sonora de una película, escribiendo la canción "In Rodanthe" para la película Nights in Rodanthe.

## Activismo
En los años 1997 y 1998, Harris actuó en la gira Lilith Fair encabezada por la artista Sarah McLachlan. Esta serie de conciertos por todo Estados Unidos, tenía como objetivo potenciar y destacar la importancia de la mujer en el mundo de la música.
Desde el año 1999, Harris celebra un tour nacional denominado "Concerts for a Landmine Free World" (Conciertos por un mundo libre de minas"). Todos los beneficios obtenidos gracias a la venta de entradas van a parar a la "Asociación de Veteranos de Vietnam", que año tras año ayuda a las víctimas inocentes de conflicto bélicos. La gira también tiene como objetivo concienciar de la permanencia de minas antipersona en algunos países del mundo. Algunos de los artistas que se han unido a esta causa iniciada por Harris, han sido Mary Chapin Carpenter, Bruce Cockburn, Sheryl Crow, Steve Earle, Joan Baez, Patty Griffin, Nanci Griffith, Willie Nelson, y Lucinda Williams.
Emmylou Harris es también una defensora de los derechos de los animales y un miembro activo de la organización PETA. Harris ha fundado en Nashville un refugio para perros, que tiene como nombre "Bonaparte's Retreat", en honor al nombre de su perro, ya fallecido. Allí los perros son cuidados, curados y adoptados por familias que se encargaran de ellos responsablemente.

## Premios y reconocimientos

### Premios Grammy
2005 Best Female Country Vocal Performance ("The Connection")
2001 Album of the Year (O Brother, Where Art Thou?)
2000 Best Contemporary Folk Album (Red Dirt Girl)
1999 Best Country Collaboration with Vocals ("After The Gold Rush", with Dolly Parton and Linda Ronstadt)
1998 Best Country Collaboration with Vocals ("Same Old Train", with Alison Krauss, Clint Black, Dwight Yoakam, Earl Scruggs, Joe Diffie, Marty Stuart, Merle Haggard, Pam Tillis, Patty Loveless, Randy Travis, Ricky Skaggs & Travis Tritt)
1995 Best Contemporary Folk Album (Wrecking Ball)
1992 Best Country Performance by a Duo or Group with Vocal (Emmylou Harris & The Nash Ramblers At the Ryman, as Emmylou Harris & The Nash Ramblers)
1987 Best Country Performance by a Duo or Group with Vocal (Trio, with Dolly Parton and Linda Ronstadt)
1984 Best Country Vocal Performance, Female ("In My Dreams")
1980 Best Country Vocal Performance by a Duo or Group ("That Lovin' You Feelin' Again", with Roy Orbison)
1979 Best Country Vocal Performance, Female (Blue Kentucky Girl)
1976 Best Country Vocal Performance, Female (Elite Hotel)

### Country Music Association Awards
2001 Album of the Year (O Brother, Where Art Thou?)
1980 Female Vocalist Of The Year
1988 Vocal Event of the Year (Trio, with Dolly Parton and Linda Ronstadt)

### Otros premios y reconocimientos
- CMT's 40 Greatest Women of Country Music - #5 ranking (2002)
- Inducted into the Country Music Hall of Fame on February 12, 2008.[4]

## Discografía
Álbumes de estudio
| Año  | Álbum                           | Posiciones | Posiciones | Posiciones  | RIAA | Sello        |
| Año  | Álbum                           | US Country | US         | CAN Country | RIAA | Sello        |
| ---- | ------------------------------- | ---------- | ---------- | ----------- | ---- | ------------ |
| 1969 | Gliding Bird                    |            |            |             |      | Jubilee      |
| 1975 | Pieces of the Sky               | 7          | 45         |             | Oro  | Reprise      |
| 1975 | Elite Hotel                     | 1          | 25         |             | Oro  | Reprise      |
| 1977 | Luxury Liner                    | 1          | 21         |             | Oro  | Reprise      |
| 1978 | Quarter Moon in a Ten Cent Town | 3          | 29         | 8           | Oro  | Warner Bros. |
| 1979 | Blue Kentucky Girl              | 3          | 43         | 6           | Oro  | Warner Bros. |
| 1979 | Light of the Stable             | 22         | 102        |             |      | Warner Bros. |
| 1980 | Roses in the Snow               | 2          | 26         | 2           | Oro  | Warner Bros. |
| 1981 | Evangeline                      | 5          | 22         |             | Oro  | Warner Bros. |
| 1981 | Cimarron                        | 6          | 46         |             |      | Warner Bros. |
| 1983 | White Shoes                     | 22         | 116        |             |      | Warner Bros. |
| 1985 | The Ballad of Sally Rose        | 8          | 171        |             |      | Warner Bros. |
| 1986 | Thirteen                        | 9          | 157        |             |      | Warner Bros. |
| 1987 | Angel Band                      | 23         | 166        |             |      | Warner Bros. |
| 1989 | Bluebird                        | 15         |            | 19          |      | Warner Bros. |
| 1990 | Brand New Dance                 | 45         |            |             |      | Warner Bros. |
| 1993 | Cowgirl's Prayer                | 34         | 152        | 19          |      | Elektra      |
| 1995 | Wrecking Ball                   |            | 94         |             |      | Elektra      |
| 2000 | Red Dirt Girl                   | 5          | 54         | 3           |      | Elektra      |
| 2003 | Stumble into Grace              | 6          | 58         |             |      | Nonesuch     |
| 2008 | All I Intended to Be            | 4          | 22         | 2           |      | Nonesuch     |
| 2011 | Hard Bargain                    | 3          | 18         |             |      | Nonesuch     |

Álbumes en directo
| Año  | Álbum                                  | Posiciones | Posiciones | Sello   |
| Año  | Álbum                                  | US Country | US         | Sello   |
| ---- | -------------------------------------- | ---------- | ---------- | ------- |
| 1982 | Last Date                              | 9          | 65         | Reprise |
| 1992 | At the Ryman (con "The Nash Ramblers") | 32         | 174        | Reprise |
| 1998 | Spyboy                                 | 27         | 180        | Eminent |

Colaboraciones
| Año  | Álbum                             | Artista                      | Posiciones | Posiciones | RIAA    | Sello        |
| Año  | Álbum                             | Artista                      | US Country | US         | RIAA    | Sello        |
| ---- | --------------------------------- | ---------------------------- | ---------- | ---------- | ------- | ------------ |
| 1987 | Trio                              | Dolly Parton, Linda Ronstadt | 1          | 6          | Platino | Warner Bros. |
| 1996 | Nashville                         | Carl Jackson                 |            |            |         | Sundown      |
| 1999 | Trio 2                            | Dolly Parton, Linda Ronstadt | 4          | 62         | Oro     | Elektra      |
| 1999 | Western Wall: The Tucson Sessions | Linda Ronstadt               | 6          | 73         |         | Elektra      |
| 2006 | All the Roadrunning               | Mark Knopfler                | 17         | 49         |         | Warner Bros. |
| 2006 | I've Always Needed You            | Carl Jackson                 |            |            |         | Music Avenue |
| 2006 | Real Live Roadrunning             | Mark Knopfler                |            |            |         | Warner Bros. |
| 2013 | Old Yellow Moon                   | Rodney Crowell               | 4          | 29         |         | Nonesuch     |
| 2015 | The Traveling Kind                | Rodney Crowell               |            |            |         | Nonesuch     |